# 国際児童図書評議会
国際児童図書評議会 (こくさいじどうとしょひょうぎかい、英語: International Board on Books for Young People, IBBY) は、「子どもの本を通しての国際理解」を目標に、イエラ・レップマン（Jella Lepman, 1891-1970）によってスイスのチューリッヒで1953年に設立された国際団体である。1974年以降本部はスイスのバーゼルにあり、2024年9月時点で85の国と地域が加盟している。
1990年に国連で批准された「子どもの権利条約」に則り、すべての国の子どもが教育を受ける権利、情報に直に接することのできる権利を求め、子どもの本の出版と普及に努力することを呼びかけている。
1974年に日本支部として日本国際児童図書評議会が設立されている。

## 主な活動
おもな活動として、
- IBBY世界大会の開催
- 国際アンデルセン賞
- IBBYオナーリスト
- IBBY朝日国際児童図書普及賞
- IBBY-iRead読書プロモーター賞
- 国際子どもの本の日
- 機関誌「Bookbird」の発行
- バリアフリー児童図書コレクション
- サイレント・ブックス（英語版）（文字のない絵本（英語版））
- IBBY山田基金
- チルドレン・イン・クライシス

などがある。
また、ユネスコ、ユニセフなどとも協力し、ミュンヘン国際児童図書館、ブラチスラヴァ世界絵本原画展にも協力している。

## IBBY世界大会
1953年の創設から一年置きに世界大会を開催、基調講演や分科会、各賞の授与式、総会などが行われる。
- 第1回 (1951年/1952年) :  ミュンヘン
- 第2回 (1953年) :  チューリヒ
- 第3回 (1955年) :  ウィーン
- 第4回 (1956年) :  ストックホルム
- 第5回 (1958年) :  フィレンツェ
- 第6回 (1960年) :  ルクセンブルク
- 第7回 (1962年) :  ハンブルク
- 第8回 (1963年) :  ウィーン
- 第9回 (1964年) :  マドリッド
- 第10回 (1966年) :  リュブリャナ
- 第11回 (1968年) :  アムリスヴィル（英語版）
- 第12回 (1970年) :  ボローニャ
- 第13回 (1972年) :  ニース
- 第14回 (1974年) :  リオ・デ・ジャネイロ
- 第15回 (1976年) :  アテネ
- 第16回 (1978年) :  ビュルツブルグ
- 第17回 (1980年) :  プラハ
- 第18回 (1982年) :  ケンブリッジ
- 第19回 (1984年) :  ニコシア
- 第20回 (1986年) :  東京
- 第21回 (1988年) :  オスロ
- 第22回 (1990年) :  ウィリアムズバーグ
- 第23回 (1992年) :  ベルリン
- 第24回 (1994年) :  セビリア
- 第25回 (1996年) :  フローニンゲン
- 第26回 (1998年) :  ニューデリー [注釈 1]
- 第27回 (2000年) :  カルタヘナ・ディ・インディアス
- 第28回 (2002年) :  バーゼル [注釈 2]
- 第29回 (2004年) :  ケープタウン
- 第30回 (2006年) :  マカオ
- 第31回 (2008年) :  コペンハーゲン
- 第32回 (2010年) :  サンティアゴ・デ・コンポステーラ
- 第33回 (2012年) :  ロンドン
- 第34回 (2014年) :  メキシコシティ
- 第35回 (2016年) :  オークランド
- 第36回 (2018年) :  イスタンブール
- 第37回 (2021年) :  モスクワ
- 第38回 (2022年) :  プトラジャヤ
- 第39回 (2024年) :  トリエステ[11][12]
- 第40回 (2026年) :  オタワ（予定）[11][13]
- 第41回 (2028年) :  バルセロナ（予定）[11]